# Centre de détention de criminels de guerre de Fushun
Le centre de détention de criminels de guerre de Fushun (撫順戰犯管理所, Fǔshùn Zhànfàn Guǎnlǐ Suǒ), aussi connu sous le nom de prison n°3 du Liaodong ou prison n°3 du Liaoning, est une institution de la république populaire de Chine ouverte en 1950 pour la rééducation des prisonniers de guerre du Mandchoukouo, du Kuomintang et de l'empire du Japon. 
Située dans le district de Xinfu à Fushun au Liaoning, elle a accueilli Puyi, le dernier empereur de Chine et du Mandchoukouo, son frère cadet Pujie et d'autres importantes personnalités de la Seconde Guerre mondiale comme Xi Qia, Zang Shiyi ou Zhang Jinghui. Certaines parties de la prison sont encore utilisées de nos jours, mais les sections les plus anciennes ont été reconverties en musée sur l'histoire du centre de détention et la vie des personnes qui y ont travaillé ou y ont été incarcérées.

## Histoire
La prison est construite à l'origine en 1936 par l'occupant japonais. À la fin de la guerre, durant l'évacuation du Mandchoukouo, l'URSS renverse l'État fantoche du Mandchoukouo et capture les principaux membres de son gouvernement, à la fois chinois et japonais. Ces prisonniers sont emprisonnées près de Khabarovsk dans l'Extrême-Orient russe. En 1949 et 1950, les Chinois envoient des délégations menées par Mao Zedong pour organiser l'extradition de ces détenus en Chine. Le Premier ministre Zhou Enlai prévient le département judiciaire du Nord-Est de se préparer à accueillir ces criminels de guerre. La prison n°3 du Liaodong, au Nord de Fushun, est choisie pour être convertie en centre de détention pour criminels de guerre.
Le premier train de prisonniers arrive à la gare de Fushun à 3h du matin le 21 juillet 1950. Ils sont ensuite transférés jusqu'à la prison en bus. Ce convoi est composé de 969 détenus japonais et 71 anciens membres du gouvernement du Mandchoukouo. D'autres prisonniers japonais sont transférés en provenance d'autres centres, comme celui de Taiyuan, pour amener le nombre total de prisonniers japonais à 982. Ces détenus sont composés de 667 anciens militaires, 116 policiers, 155 membres de la police spéciale, et 44 fonctionnaires. 35 ont le rang de général, 125 sont des officiers de haut rang, et 852 sont des officiers inférieurs. Avec ces prisonniers s'ajoute ceux de la guerre civile chinoise qui se termine en 1949. Ces nouveaux prisonniers du Kuomintang sont au nombre de 354.
En 1956, les prisonniers japonais commencent à être jugés. De 1956 à 1964, ils sont finalement tous libérés. Entre 1959 et 1975, les prisonniers du Mandchoukouo et du Kuomintang reçoivent des grâces exceptionnelles et sont libérés petit à petit. Au total, plus de 1 300 prisonniers passent par le centre.
La prison de Fushun est reconvertie en 1986 en musée et ouverte au public. Puyi, y fut détenu après la seconde guerre mondiale, pour être rééduqué, entre 1950 et 1959 (événements retracés dans le film Le Dernier empereur (1987) de Bernardo Bertolucci, qui gagna 9 Oscars).

## Galerie

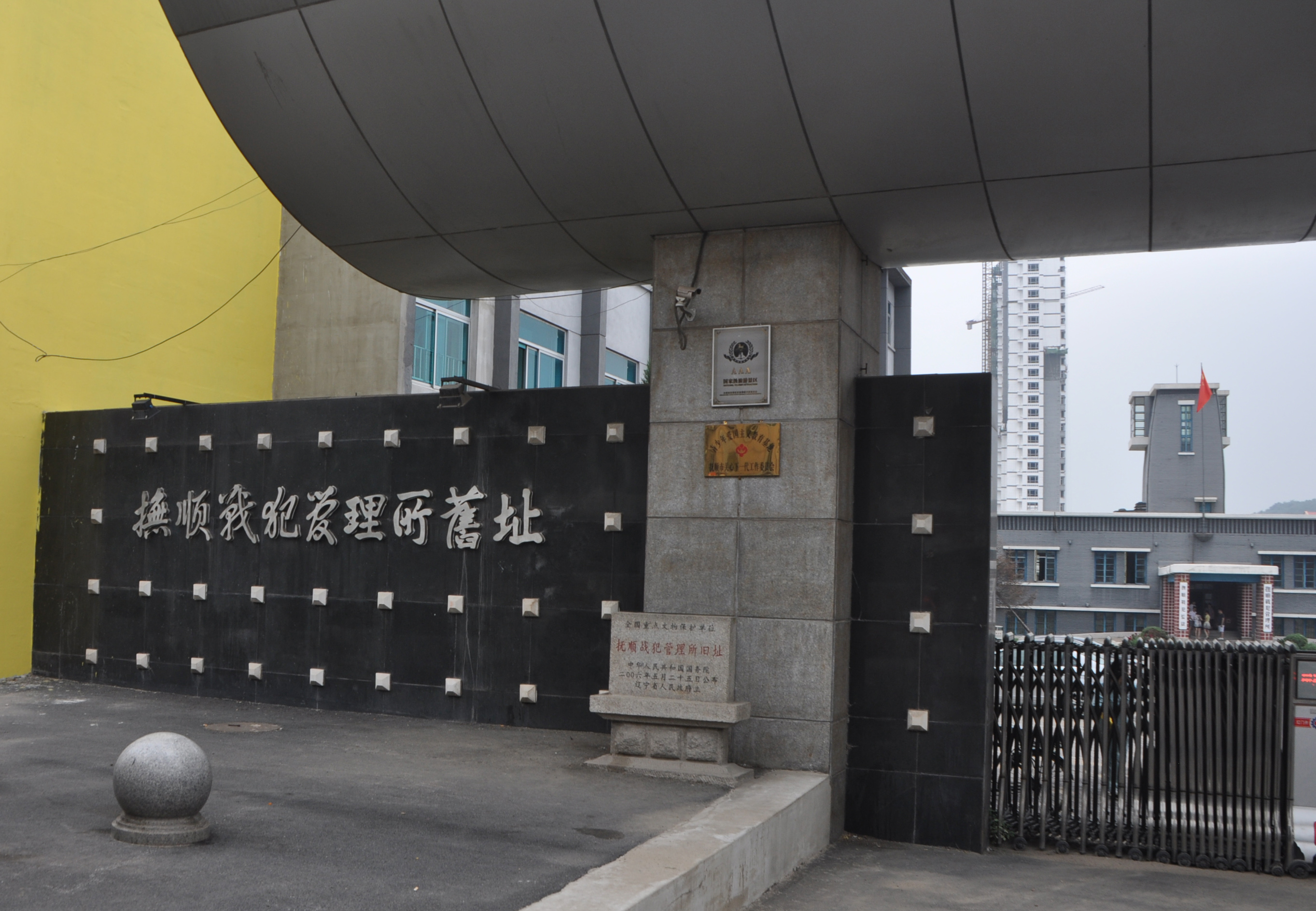
L'entrée principale.
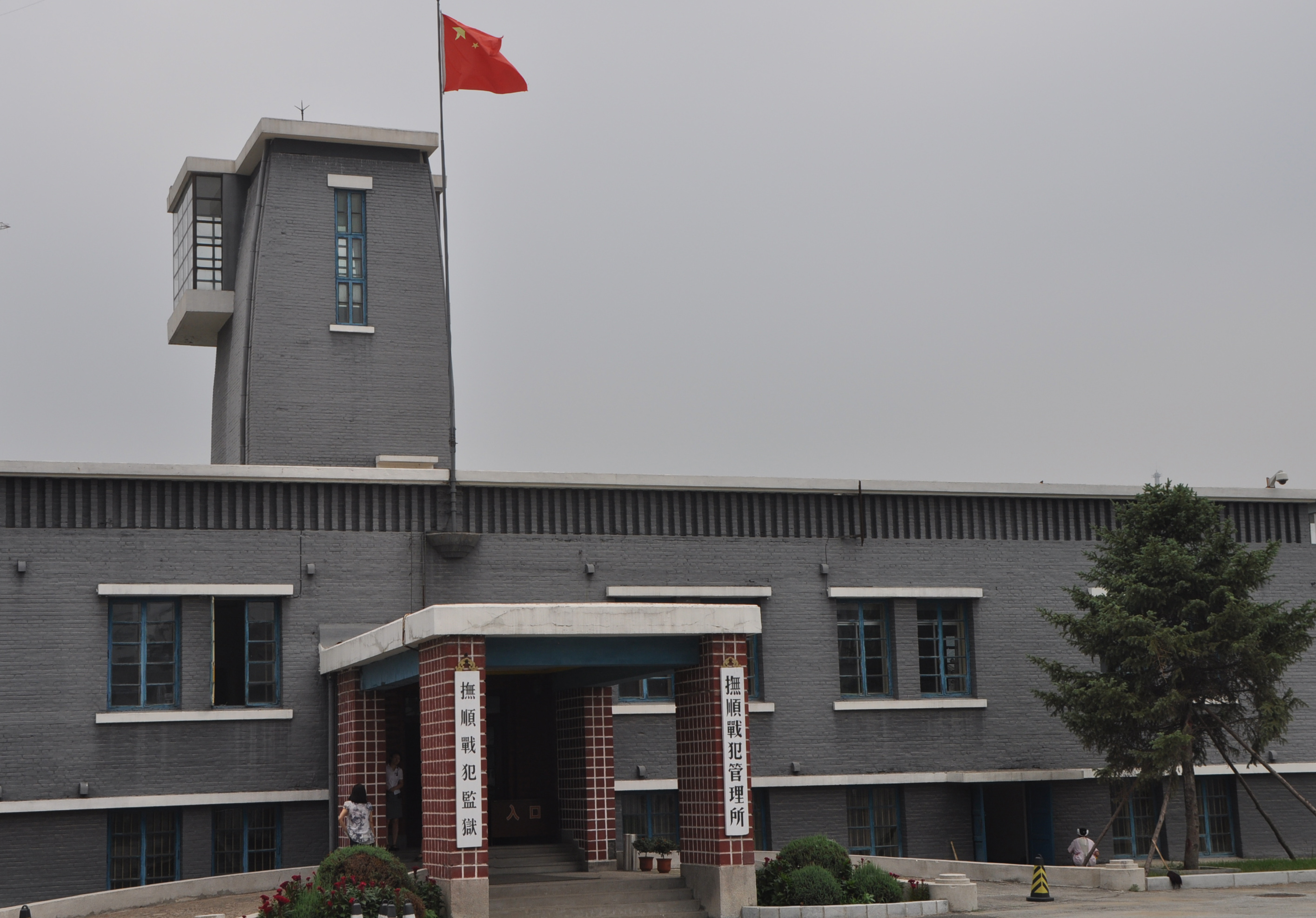
Le bureau des entrées.